# Príncipe da juventude
Príncipe da juventude (em latim: Princeps iuventius) foi uma frase latina que aparece nas fontes do Império Romano com constitucional significância após a reforma da "juventude" (iuventūs), ou seja a idade militar, pelo imperador Augusto (r. 27 a.C.–14 d.C.). Provavelmente em 5 e 2 a.C. respectivamente a ordem equestre deu escudos e lanças de prata para os netos de Augusto, Caio César e Lúcio César, e louvou-os como "príncipes da juventude" ou "primeiros entre os jovens".
A mesma honra foi dada informalmente a Germânico e Druso, filhos de Tibério (r. 14–37); em 37 a Tibério Gêmelo, filho de Druso; em 51 a Nero (r. 54–68); a Tito (r. 79–81) (desiste dele em 71 ao assumir seu poder tribunício) e Domiciano (r. 81–96) (mantêm-o em 80, em seu sétimo consulado); e Cômodo (r. 180–192). Às vezes era retido quando o titular não mais era jovem e às vezes significava "príncipe coroado". Com Gêmelo e Domiciano o título foi legado ao reclamante ao principado. Ocasialmente após Domiciano, e regularmente no século III, imperadores reinantes usaram-o, mas sua conexão com a ordem equestre desaparece.